# Tauchbasis

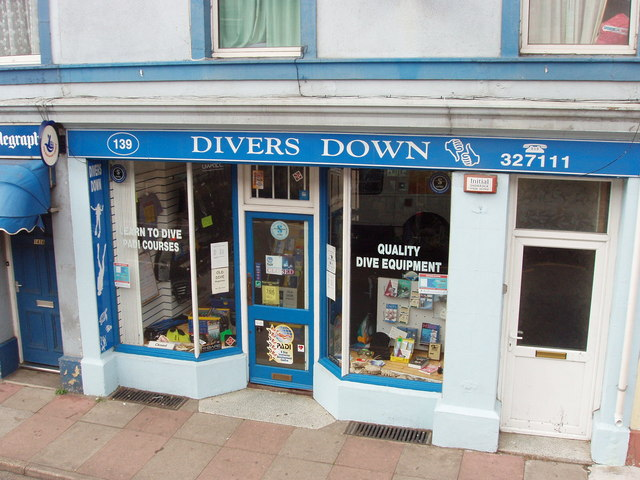
Eine Tauchbasis in Torquay im Süden von England

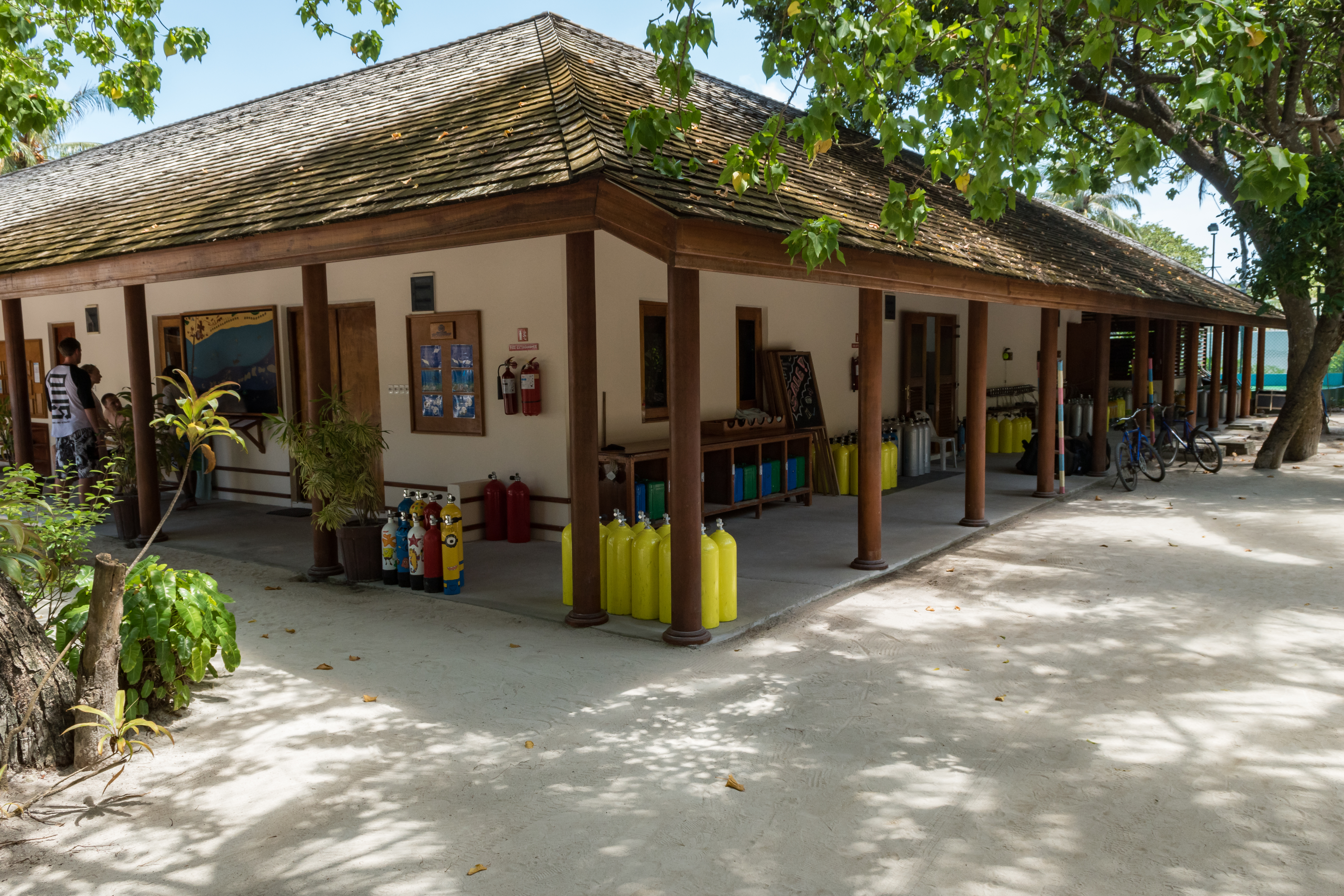
Eine Tauchbasis auf den Malediven

Eine Tauchbasis sowie auch Dive Center (englisch für Tauchbasis) ist eine Einrichtung, die kommerziell Unterstützung und Ausrüstung für die Durchführung von Tauchgängen anbietet. Oft werden auch Kurse zum Erlernen des Tauchens angeboten. Viele Tauchbasen arbeiten nach den Richtlinien der Norm ISO 24803, die Anforderungen an einen Dienstleister für das Sporttauchen standardisiert.

## Angebot

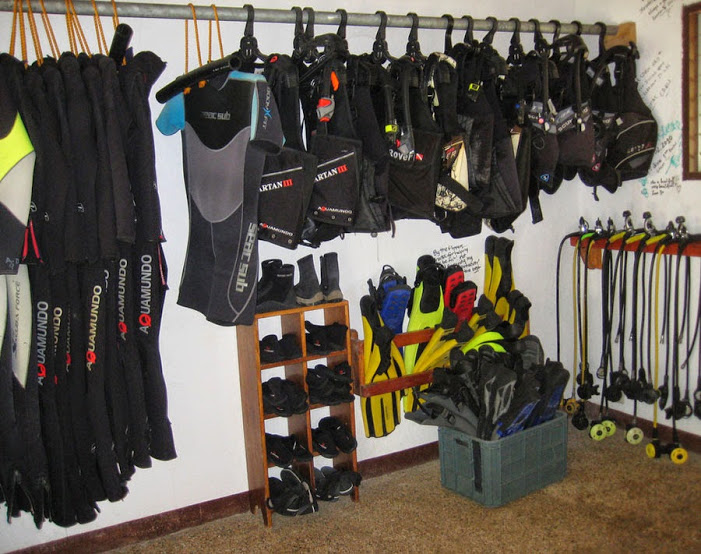
Mietausrüstung für Kunden in einer Tauchbasis.

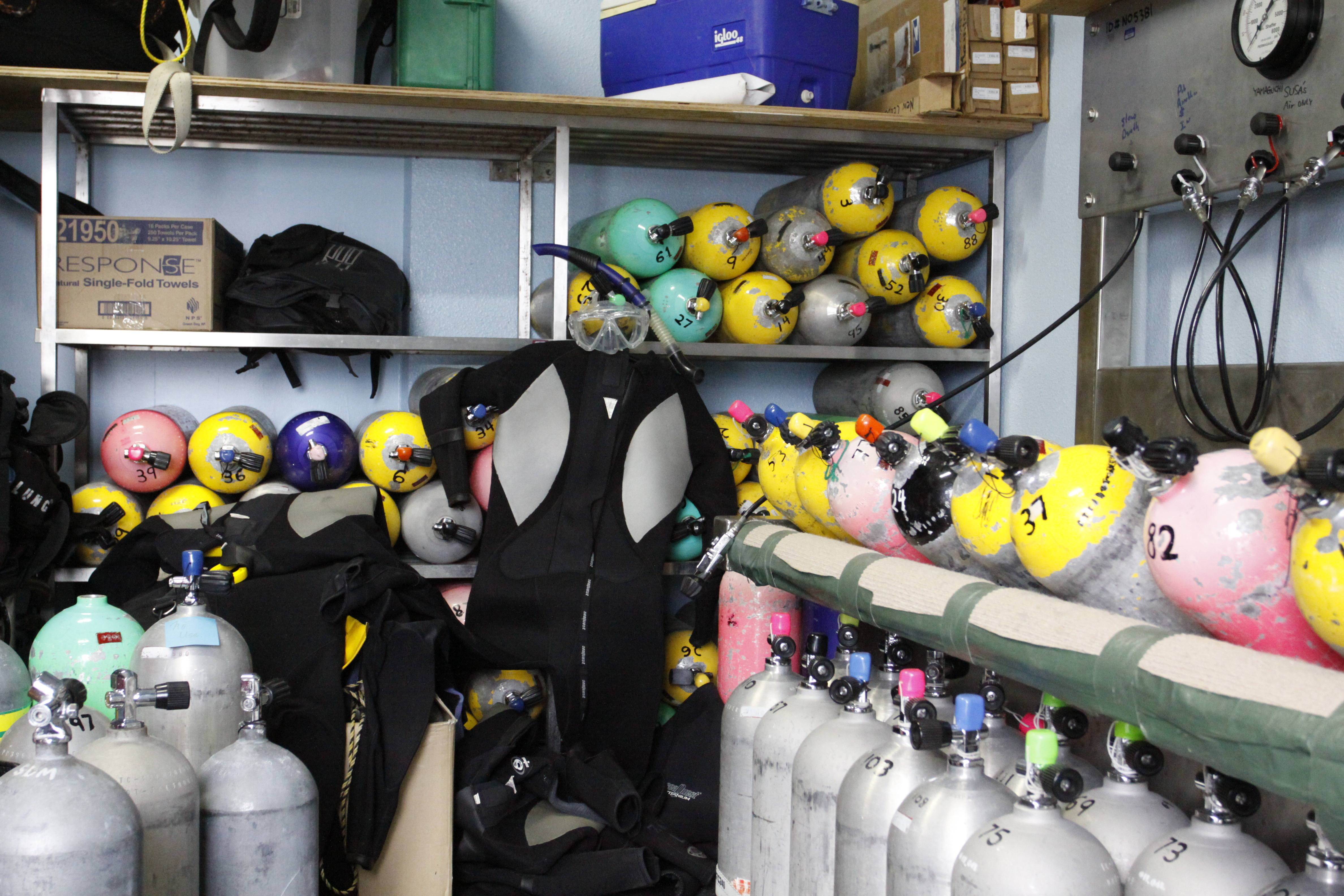
Blick auf die Tauchausrüstung und Flaschen-Füllanlage einer Tauchbasis

Eine Tauchbasis bietet die logistische Unterstützung bei allen Aktivitäten um das Sporttauchen. Dazu gehört das Vermieten, die Instandhaltung und Reparatur von Tauchausrüstung sowie das Füllen der Druckluftflaschen. Einige Basen unterhalten eine Tauchschule mit einem Seminarraum zur Vermittlung der Tauchtheorie. Weiterhin werden von Tauchlehrern vermittelte Kurse und von Tauchführern geführte Ausflüge organisiert und durchgeführt. In vielen Tauchbasen werden Schnupperkurse angeboten, die den Kunden den Einstieg in das Sporttauchen erleichtern sollen. Viele Basen haben auch Duschen und bieten die Möglichkeit zum Umziehen und Platz zum Erfahrungsaustausch. Die meisten Basen verfügen weiterhin über ein angegliedertes Geschäft für den Verkauf von Tauchausrüstung.
Einige Tauchbasen befinden sich direkt in Tauchgebieten und unterhalten Tauchboote, Flöße oder (Land-)Fahrzeuge, um an die unterschiedlichen Tauchspots zu gelangen. Tauchbasen sind oft der Ausgangspunkt, um die Tauchplätze in der Region durch einen Tauchführer geführt kennenzulernen und erkunden.

## Organisation
In Urlaubsgebieten sind Tauchbasen oft an Hotels oder Resorts angegliedert. Die meisten Tauchbasen sind Tauchorganisationen angeschlossen. Diese bieten nach den Normen ISO 24801-1 bis 24801-3 standardisierte Tauchausbildungen an. Viele Tauchbasen erfüllen zusätzlich die Anforderungen der Norm ISO 24803. Die bedeutendsten internationalen Organisationen sind PADI, SSI und CMAS.

## Etymologie
Der deutsche Begriff Tauchbasis stammt aus der Militärsprache und wurde ursprünglich ähnlich verwendet wie Militärbasis oder Marinebasis. Gemeint ist ein Stützpunkt – die Basis – von dem aus militärische Verbände operieren. Dieser militärische Term hat sich später auch für die Materiallager und landgebundene Infrastruktur für private und kommerzielle Taucher etabliert, weil diese ursprünglich aus militärischen Strukturen hervorgegangen waren.
Oftmals wird der Begriff Tauchbasis mit dem Befehl und Zustand Tauchstation verwechselt. Bei Tauchstation handelt es sich um einen Befehl oder Teil eines Befehls auf einem U-Boot und es beschreibt ebenso den Zustand eines getauchten U-Boots. In der Umgangssprache hat sich die Redensart: „auf Tauchstation gehen“ etabliert.
Weil das kommerzielle Tauchen stark von Amerikanern geprägt wurde, kommt es immer wieder zu Falschübersetzungen aus dem Englischen: So wird aus Unwissenheit aus dem engl. Dive Center wörtlich zu Tauchzentrum oder Tauchzenter übersetzt.